# إليزابيث كاترين بالارد
إليزابيث كاترين بالارد (بالفرنسية: Elisabeth Catherine Ballard) هي ناشرة موسيقى ‏ فرنسية، ولدت في 1704 في باريس في فرنسا، وتوفيت في 13 فبراير 1776 في شارتر في فرنسا.